# 岡篠名桜
岡篠 名桜（おかしの なお、9月21日 - ）は、日本の小説家、ライトノベル作家。大阪府出身。血液型はO型。「空ノ巣」で2005年度ノベル大賞読者大賞を受賞し、小説家デビューを果たす。2013年には時代小説を発表し、活躍の場を広げている。

## 人物
趣味は読書で、その中でもミステリーや時代物を好んでいる。

## 作品リスト

### 集英社

#### コバルト文庫
- 月色光珠シリーズ
- 花結びの娘シリーズ
  - 花結びの娘 ISBN 978-4-08-601125-9
  - 神を呼ぶ笛 ISBN 978-4-08-601160-0
- 玻璃（びいどろ）シリーズ
  - 玻璃の天秤 ISBN 978-4-08-601337-6
  - 玻璃の舞姫 ISBN 978-4-08-601365-9
  - 玻璃の夢船 ISBN 978-4-08-601409-0
- シリーズ外
  - 花咲ける庭 お嬢さんと花嫁のススメ ISBN 978-4-08-601447-2

#### 集英社文庫
- 浪花ふらふら謎草紙シリーズ
  - 浪花ふらふら謎草紙 ISBN 978-4-08-745025-5
  - 見ざるの天神さん ISBN 978-4-08-745088-0
  - 雪の夜明け ISBN 978-4-08-745157-3
  - 芝居巡り ISBN 978-4-08-745241-9
  - 花の懸け橋 ISBN 978-4-08-745267-9
- 屋上で縁結びシリーズ
  - 屋上で縁結び ISBN 978-4-08-745537-3
  - 日曜日のゆうれい ISBN 978-4-08-745684-4

### KADOKAWA

#### 角川文庫
- 手習処神田ごよみシリーズ
  - 春の雨 ISBN 978-4-04-102489-8
  - 夏の嵐 ISBN 978-4-04-103485-9

### 光文社
- シリーズ外
  - 西洋古家具店アシュリと白い猫 ISBN 978-4-334-91107-2